# Jardim das Rosas (Capão Redondo)
Jardim das Rosas é um bairro localizado na zona sul da cidade de São Paulo, situado no distrito do Capão Redondo. É administrado pela Subprefeitura de Campo Limpo.
O bairro de Jardim Das Rosas (Zona Sul), é um bairro muito movimentado, com diversos comércios como supermercados, açougues, padarias, quitandas, e lojas de informática.
A sua principal via é a Rua João da Cruz e Sousa, aonde se concentra todos os comércios do bairro, e também aonde fica o ponto final das linhas de ônibus do bairro.
Região não conta com agência bancária, e com uma lotérica. Reza a lenda que nos anos 90, nenhum caminhão de entrega entrava no bairro por receio de assaltos.
Neste bairro está localizada a escola de samba Os Bambas.